# Jurnal TV
Jurnal TV este un post de televiziune generalistă din Republica Moldova, lansat în anul 2009 pe internet și în 2010 în eter, difuzând în limba română și parțial în limba rusă. Inițial a fost concepută ca prima televiziune de știri din Republica Moldova, ca mai apoi, pe 5 martie 2011, să devină o televiziune generalistă. În prezent, grila Jurnal TV conține buletine de știri, emisiuni și talk-show-uri politice, distractive, cât și filme, seriale, desene animate dublate în rusă și subtitrate în română.
Jurnal TV face parte din Holding-ul Jurnal Trust Media, care mai deține și postul de radio Jurnal FM, ziarul Jurnal de Chișinău, tabloidul Apropo Magazin, magazinul economic ECOnomist și agenția de publicitate Reforma Advertising.
Printre emisiunile canalului se numără:
- Ora de Ras
- Asfalt de Moldova
- Ora Expertizei
- Cabinetul din Umbră
- Mai pe scurt
- Patrula Jurnal TV